# Jogo de azar

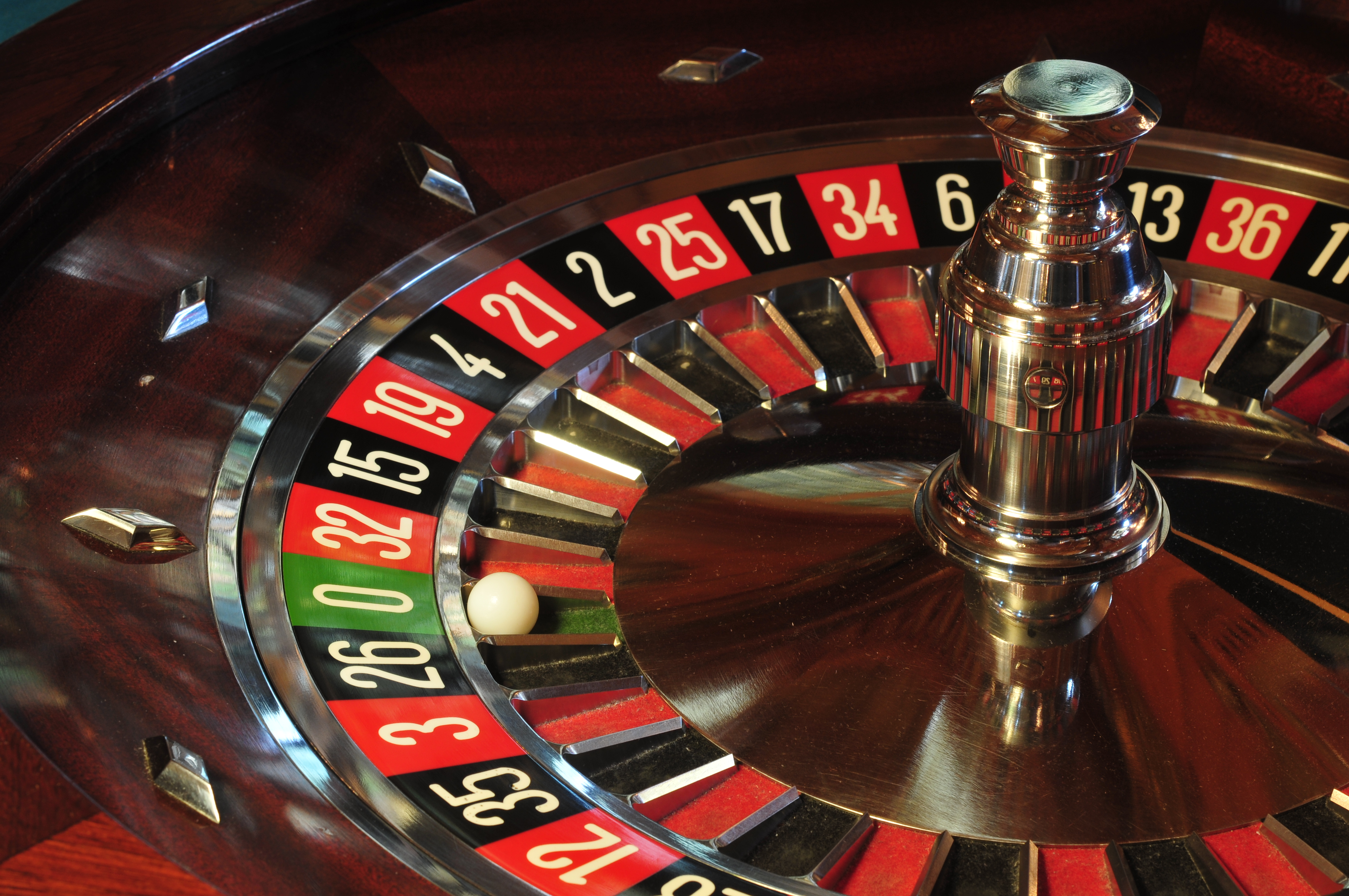
Roleta, um jogo de azar comum em cassinos

Um jogo de azar é um jogo cujo resultado é fortemente influenciado por algum dispositivo de aleatoriedade. Dispositivos comuns usados incluem dados, piões, cartas de baralho, roletas, bolas numeradas ou, no caso de jogos digitais; geradores de números aleatórios. Um jogo de azar pode ser jogado como um jogo de apostas se os jogadores apostarem dinheiro ou qualquer valor monetário.
Os jogos de azar são conhecidos em quase todas as sociedades humanas, embora muitas tenham aprovado leis que o restringem. Os primeiros povos usavam os nós dos dedos das ovelhas como dados. Algumas pessoas desenvolvem um vício psicológico em jogos de azar e arriscam até comida e abrigo para continuar a jogar.

## História

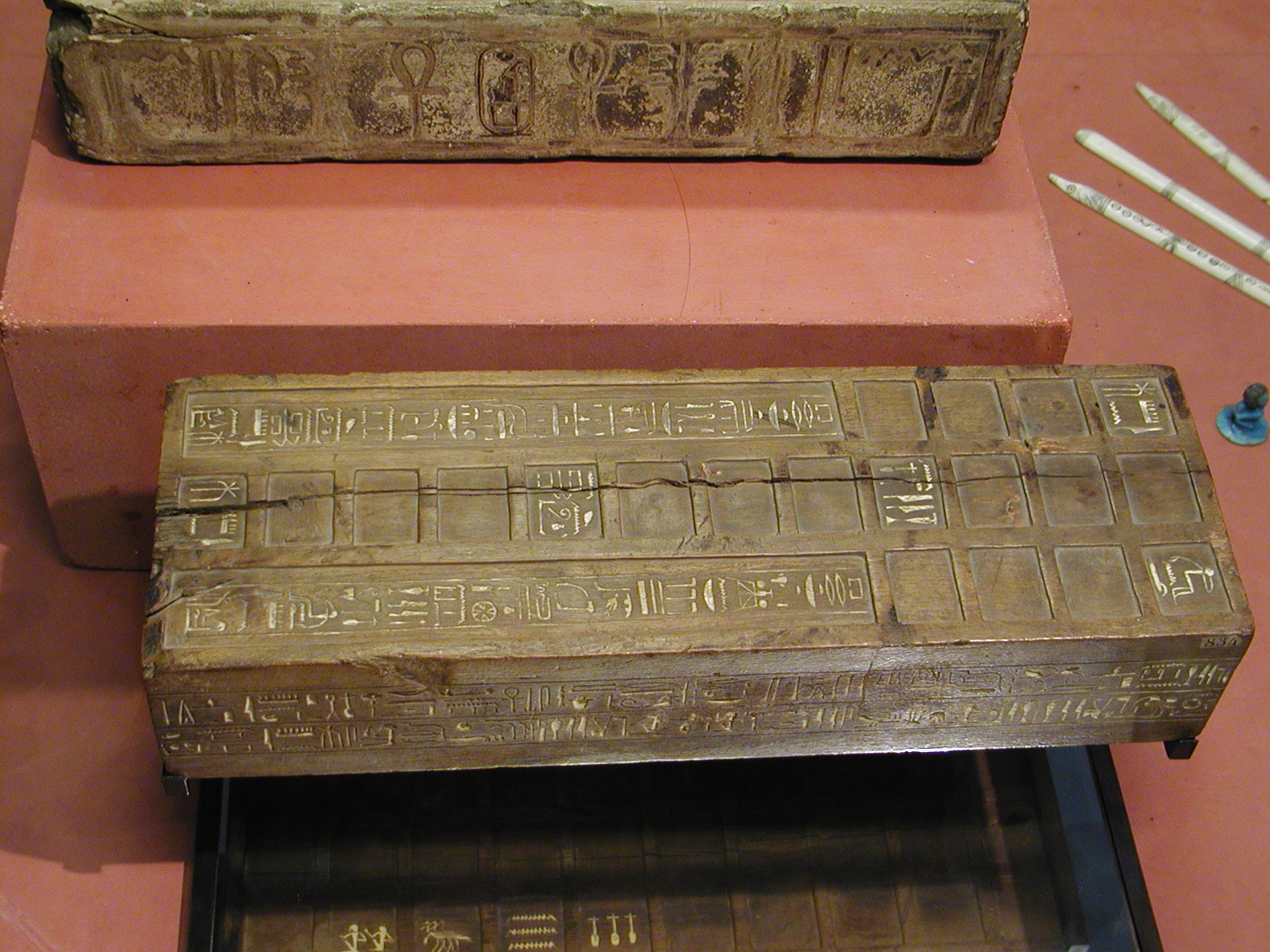
Jogo de senet no Museu do Louvre, em Paris. É possível ver, no fundo, os dados em forma de hastes no canto superior direito.

Os dados mais antigos que se conhecem, em forma de pirâmide, foram descobertos em 1920 por sir Leonard Woolley ao pesquisar em túmulos reais da civilização sumeriana de Ur. De um período pouco posterior, foram descobertos na tumba do faraó Tutankamon dados em formatos de hastes com as faces numeradas de 1 a 4. Os sumérios e assírios usavam uma forma antiga de dado de seis faces, feito de osso extraído do calcanhar de animais denominado astrágalo ou tálus, e que o moldavam para que eles pudessem cair em quatro posições diferentes.
Os jogos de dados tiveram origem na época romana, embora não se conhecam as regras com que jogavam. Um deste jogos, denominado "hazard", palavra que, em inglês e francês significa "risco" ou "perigo", foi introduzido na Europa com a Terceira Cruzada. As raízes etimológicas do termo provêm da palavra árabe "al-azar", que significa "dado". Tacito escreveu sobre os Germani em A.D. 99:
| “ | Eles praticam o jogo de dados, em que um irá, naturalmente, se maravilhar, sobriamente, e bastante, como se fosse um negócio sério, com ousadia em ganhar e perder em que, quando eles não têm nada mais a jogar, eles apostam a sua liberdade e sua pessoa na última queda do dado. O perdedor resigna-se voluntariamente à servidão, e mesmo se ele é mais jovem e mais forte do que seu adversário, ele se permite ser amarrado e vendido. Assim, grande é a sua firmeza em um caso tão ruim: eles mesmos chamam isso de "manter a sua palavra". | ” |

Os jogos de cartas apareceram por volta do século IX na China e no século XIV na Europa.
Os primeiros registros de uma loteria gravados são os cartões Keno dos chineses da Dinastia Han, entre 205 e 187 a.C. Acredita-se que estas loterias ajudaram a financiar projetos governamentais importantes, como a Grande Muralha da China. As primeiras loterias europeias conhecidas foram realizadas durante o Império Romano, principalmente como uma diversão em jantares. Cada convidado recebeia um bilhete, e os prêmios muitas vezes consistiam em itens especiais como louça. Todo portador do bilhete tinha a certeza de ganhar alguma coisa. Este tipo de loteria, no entanto, não era mais do que a distribuição de brindes por nobres ricos durante os folguedos saturnalianos. Os primeiros registros de uma oferta de bilhetes de loteria para a venda foi na loteria organizada pelo imperador romano César Augusto. Os recursos foram usados para reparos na cidade de Roma, e os vencedores receberam prêmios na forma de artigos de valor desigual.
No século XVI, surgem os primeiros estudos matemáticos na europa sobre jogos. Luca Pacioli em cerca de 1500 em sua notável Summa estuda um problema do jogo da Balla.  Girolamo Cardano em 1526 escreve o livro Liber de Ludo Aleae (Livro dos jogos de azar) resolvendo vários problemas de enumeração e retoma os problemas levantados por Pacioli. A obra de Cardano, contudo, só veio a ser publicada em 1663. Cardano relata em sua autobiografia, De Propria Vita que era viciado em jogos. Escreve que havia jogado xadrez por 40 anos e dados por 25 anos. Niccolò Tartaglia em 1556 dedica algumas páginas de seu livro General Trattato aos problemas de Pacioli e Galileu Galilei em 1590 escreve outro manual sobre jogos, o Sopra le Scoperte dei Dadi (Considerações sobre o Jogo de Dados).
Outros jogos de azar, como o pôquer e a roleta, apareceram no século XIX.
A situação nos dias de hoje evoluiu de uma forma um tanto previsível. As pessoas apostam em uma variedade cada vez maior de jogos, a maioria dos quais analisada matematicamente nos mais ricos detalhes.

## Probabilidades
O dinheiro ganho ou perdido em um jogo de azar é determinado pelo "EV" (Expected Value, termo da língua inglesa que tem, por significado, "Valor Esperado") de uma aposta. Cada aposta pode gerar "EV" negativo (perda de dinheiro) ou positivo (ganho de dinheiro). Um exemplo simples de "EV": imaginemos uma aposta que tem-se 25% de chance de ganhar e aposta-se 10 créditos para ganhar 50 créditos... o que aconteceria, matematicamente falando? Perderia-se 10 créditos 3 vezes (75%) e ganharia 50 numa quarta vez. Desses 50 tira-se os 30 perdidos nas primeiras apostas para obtermos um lucro de 20 créditos. Esses 20 créditos podem ser divididos pelas 4 apostas significando que a CADA APOSTA o apostador teve um "EV" de +5 (20/4). Ou seja, mesmo perdendo as apostas iniciais, esse apostador estava na verdade ganhando dinheiro ao fazer a decisão correta, afinal, a longo prazo ele sai vencedor do jogo. Se ele jogasse esse jogo milhares ou centenas de milhares de vezes, ele ficaria rico.
"EV" é o que caracteriza o lucro do casino. Todos jogos de azar de um casino tem uma pequena vantagem para a banca, algo entre 0.5% e 3.5% (depende do jogo). Essa % de vantagem para banca gera um "EV" positivo para ela muito pequeno mas que, a longo prazo, gera lucro... Depois de 10.000, 50.000, 100.000 apostas, mesmo que a banca tenha perdida algumas, ela vai ter o lucro, pois está criando uma aposta de "EV" positivo para si e "EV" negativo para os jogadores.
Há controvérsias sobre o pôquer ser ou não um jogo de azar. Um análise do pôquer nos permite saber que cada jogada que o jogador faz gera um "EV". Se é positivo ou negativo depende pura e exclusivamente da habilidade do jogador. Ele pode fazer a decisão correta e perder, é claro, afinal as cartas que estão para vir são aleatórias, porém, após jogar por muitas e muitas vezes, fazendo decisões corretas (ou seja, decisões que gerem "EV" positivo para o jogador), e assim tendo mais probabilidade de ganhar, anulando o fator "azar" que ele pode ter tido em um período curto de tempo mesmo fazendo decisões com "EV" positivo, e esse sai vencedor.

## Exemplos
Os jogos nos quais os jogadores não tem qualquer escolha são chamados de jogos de puro azar. Muitos destes jogos são jogos para crianças, uma vez que basta conhecer as regras e cada jogador tem uma chance igual de vencer. Os outros jogos de azar, chamados de jogos de azar com habilidade, contêm um processo aleatório (como mesas de roleta, o lançamento de uma moeda ou o lançamento de um ou mais dados etc.), mas os jogadores podem escolher a partir de várias técnicas e regras como melhor conduzir o jogo.

### Jogo de apostas
Jogo de apostas, ou jogo a dinheiro, é a aposta de dinheiro ou algo de valor material (algumas vezes, referido como "os riscos") em um evento com um resultado incerto com a principal intenção de ganhar dinheiro adicional e/ou bens materiais. Normalmente, o resultado da aposta é evidente dentro de um curto período. O termo jogo, neste contexto, normalmente se refere a instâncias em que tal atividade tenha sido especificamente autorizada pela lei. O jogo a dinheiro é também uma actividade internacional comercial importante, com o mercado legal de jogo totalizando cerca de 335 000 bilhões de dólares estadunidenses em 2009.

### Jogos de cartas
- Jogos de puro azar

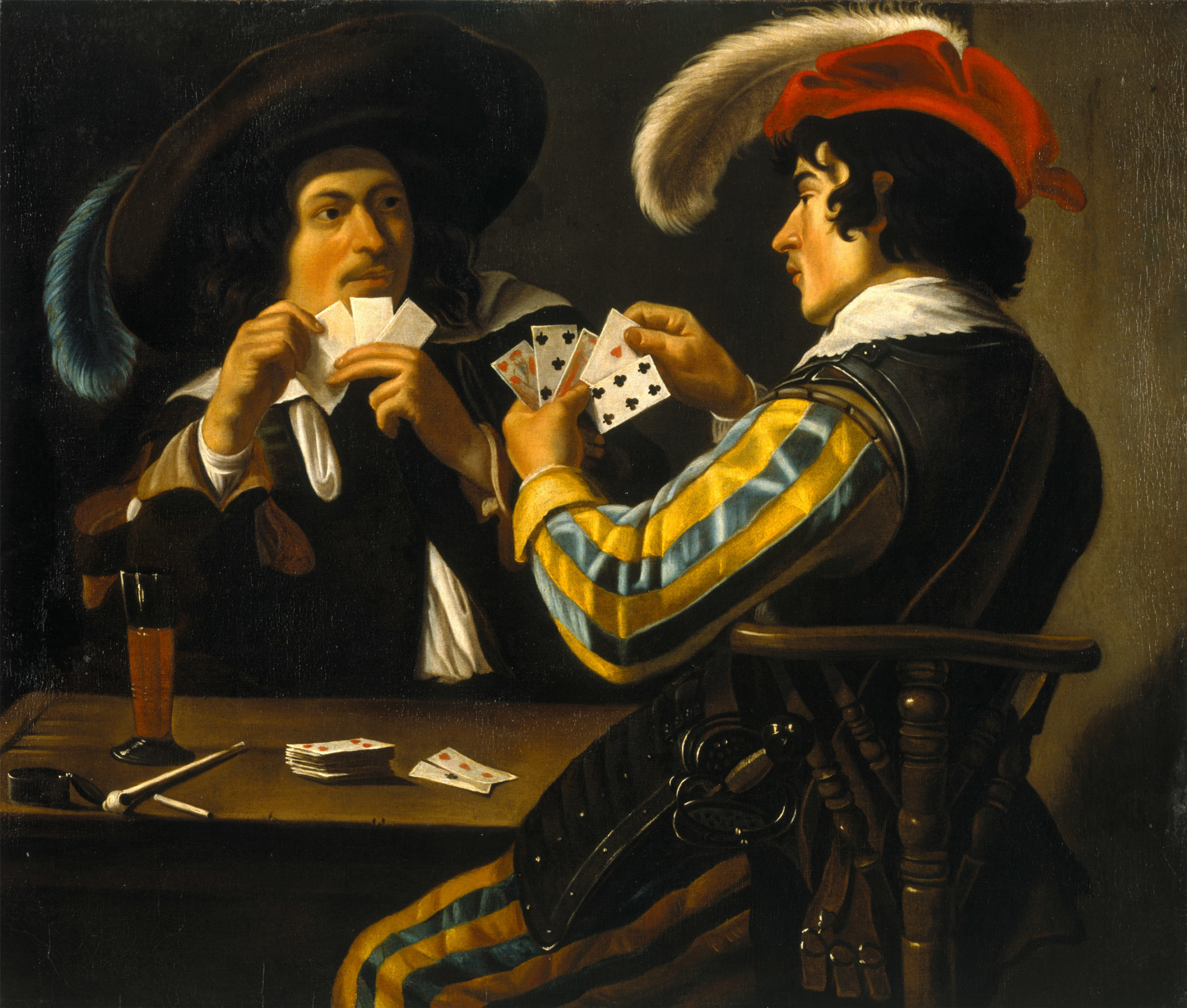
Jogo de cartas de Theodoor Rombouts.

  - A batalha é um jogo de cartas que é jogado com um baralho de 32 cartas ou 52 cartas. Cada jogador joga a primeira carta e a compara com a do oponente. Há uma regra fixa para cada combinação de cartas. Os jogadores então não tem nada a decidir.
  - O bacará em sua variante punto banco (ou "bacará norteamericano") é um jogo de cartas estritamente de chance com nenhuma habilidade ou estratégia envolvida.[10]
- Jogos de azar com habilidade
  - O jogo de pôquer é jogado com um baralho de 52 cartas. A distribuição das cartas é o único elemento aleatório do jogo. A forma de aposta, as apostas, os blefes são escolha do jogador.
  - O jogo de blackjack, também conhecido como 21, é jogado com um baralho de 52 cartas e envolve estratégias por parte dos jogadores, não estando sujeito simplesmente ao azar.

### Jogos de dados
- Jogos de puro azar

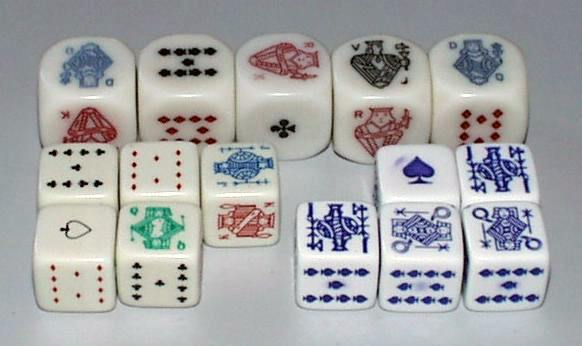
Dados para jogo de pôquer de dados

  - O jogo da glória é um jogo de tabuleiro que contém um caminho de casas e se joga com dois dados. Regras são fixas e o o jogador não decide nada.
- Jogos de azar com habilidade
  - O gamão é jogado em um tabuleiro com quinze peões e dados. O movimento dos peões sobre o tabuleiro é feito com base nos valores dos dados. O jogador pode escolher quais peças avançar.
  - O pôquer de dados é um jogo semelhante ao pôquer que utiliza cinco dados em cujas faces são estampadas, em geral em cores diferentes, as cartas 9, 10, J, Q, K e ♠). Algumas das diferenças entre o pôquer de dados e o pôquer são: não é possível a formação de jogos por naipes (como flush ou royal straight flush) e é possível se fazer quinas (no pôquer, o máximo é a quadra ou pôquer).
  - O jogo craps, muito comum nos cassinos, é jogado com dois dados.

### Outros tipos de jogos
- Jogos de puro azar

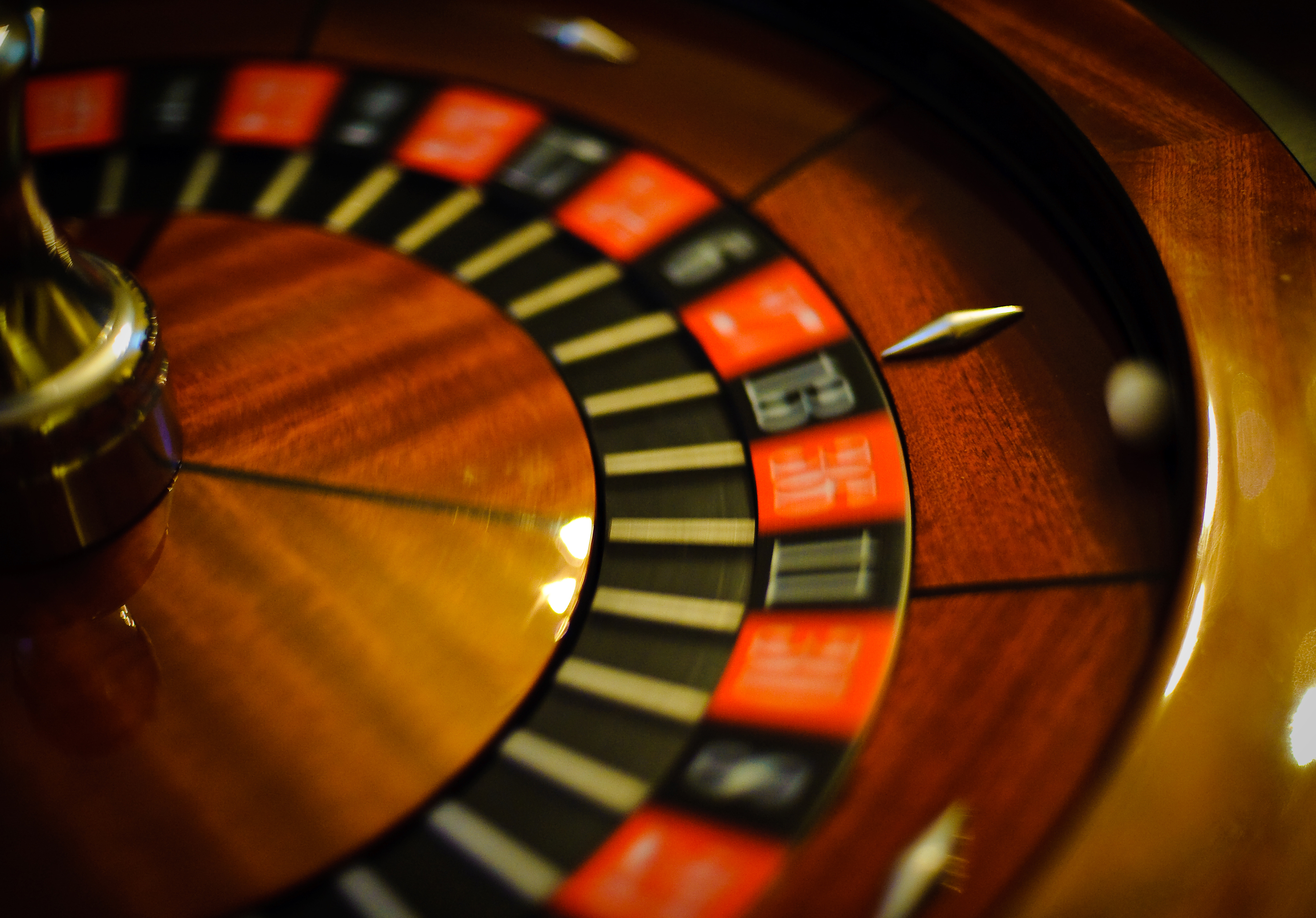
Detalhe de um jogo de roleta

  - O jogo da loteria (ou lotto) é jogado se apostando em vários números (aleatórios ou selecionados). Cada número é escolhido em modo aleatório e equiprovável. No Brasil, a maior loteria é a Mega-Sena que é uma das dez modalidades atuais de loterias da Caixa Econômica Federal.
  - A rifa é um jogo semelhante ao da loteria onde o apostador adquire um ou mais números que são sujeitos a um mecanismo de sorteio equiprovável. Em geral a rifa é usada para angariar fundos para algum fim beneficente.
  - O jogo da roleta, uma vez que a quantidade da aposta e um número (ou grupo de números) seja escolhido, o resultado é apurado após uma bola ser lançada de forma aleatória. Existem 37 números possíveis.[11]
  - O cara ou coroa é um jogo simples entre dois jogadores que consiste no lançamento de uma moeda onde cada jogador aposta em uma das faces. Pode ser usado como jogo de azar ou para decisões recreativas simples, como a escolha do campo no jogo de futebol.
  - O bingo é um jogo de azar, onde bolas numeradas são colocadas dentro de um globo, e sorteadas uma a uma. Os participantes compram uma ou mais cartelas e quando se completam os números da cartela, o participante deve gritar "Bingo!". O jogo é comum em cassinos, casas de bingo, festas juninas (no Brasil) e como diversão caseira entre familiares e amigos.[12]
  - O jogo pedra, papel, tesoura, de forma semelhante ao "cara ou coroa", é um jogo para duas pessoas que pode ser usado como jogo de azar. Cada elemento (pedra, papel ou tesoura) ganha de um elemento e perde de outro. Assim, não há nenhuma habilidade envolvida (excetuando-se a habilidade de conhecer como joga o adversário).
  - Os caça-níqueis são uma máquinas de jogo que funcionam por meio da introdução de moedas (ou fichas) e que pagam prêmios, igualmente em moedas (ou fichas) ou com a emissão de um voucher (bilhete de pagamento), a quem acertar as combinações previstas. São comuns em cassinos. No Brasil, são estritamente proibidos.[13]
- Jogos de azar com habilidade
  - O mahjong é um jogo originário da China[14] que também é popularmente jogado como um jogo de apostas (embora ele possa ser jogado somente recreativamente). O mahjong, como jogo de azar, era bastante popular na China até o advento do comunismo, que o proibiu por considera-lo uma marca da sociedade burguesa.[15]